# Muzea w województwie lubelskim
 Muzea w województwie lubelskim – spis muzeów, mających siedzibę na terenie województwa lubelskiego, podzielony według tematyki ekspozycji.
Wymienione placówki są prowadzone przez jednostki samorządu terytorialnego (województwo, powiat, gmina (miasto)), osoby prawne, kościoły i związki wyznaniowe, szkoły (uczelnie), a także przez osoby prywatne.
| Typ muzeum                                     | Placówki |
| ---------------------------------------------- | --- |
| Muzeum Narodowe                                | - Muzeum Narodowe w Lublinie - Muzeum Historii Miasta Lublina - Muzeum Regionalne w Kraśniku - Muzeum Regionalne w Lubartowie - Muzeum Regionalne w Łęcznej - Muzeum Stefana Żeromskiego w Nałęczowie |
| Muzea archeologiczne i historyczne             | - Chełmskie Podziemia Kredowe - Grodzisko Żmijowiska (oddział Muzeum Nadwiślańskiego w Kazimierzu Dolnym) - Izba Pamięci Terroru Komunistycznego w Tomaszowie Lubelskim - Muzeum Historyczne Inspektoratu Zamojskiego Armii Krajowej w Bondyrzu - Muzeum Uniwersyteckie Historii KUL w Lublinie - Muzeum Uniwersytetu Marii Curie-Skłodowskiej w Lublinie - Muzeum Martyrologii „Pod Zegarem” w Lublinie (oddział Muzeum Narodowego w Lublinie) - Muzeum Martyrologii Rotunda w Zamościu (oddział Muzeum Zamojskiego w Zamościu) - Państwowe Muzeum na Majdanku - Muzeum – Miejsce Pamięci w Bełżcu - Muzeum Byłego Hitlerowskiego Obozu Zagłady w Sobiborze |
| Muzea biograficzne                             | - Dworek Wincentego Pola w Lublinie (oddział Muzeum Narodowego w Lublinie) - Muzeum Bolesława Prusa w Nałęczowie (oddział Muzeum Narodowego w Lublinie) - Muzeum Czartoryskich w Puławach - Muzeum Henryka Sienkiewicza w Woli Okrzejskiej - Muzeum Józefa Ignacego Kraszewskiego w Romanowie - Muzeum Józefa Czechowicza w Lublinie (oddział Muzeum Narodowego w Lublinie) - Muzeum Stefana Żeromskiego w Nałęczowie (oddział Muzeum Narodowego w Lublinie) |
| Muzea etnograficzne oraz skanseny              | - Krasnobrodzkie Muzeum Parafialne w Krasnobrodzie - Muzeum Wsi Lubelskiej w Lublinie - Skansen Kultury Materialnej Chełmszczyzny i Podlasia w Holi - Skansen „Zagroda Sitarska” w Biłgoraju (oddział Muzeum Ziemi Biłgorajskiej w Biłgoraju) |
| Muzea przyrodnicze, geologiczne i geograficzne | - Muzeum Misyjno-Ornitologiczne w Kodniu - Muzeum Skarbów Ziemi i Morza w Szczebrzeszynie - Ośrodek Dydaktyczno-Muzealny Poleskiego Parku Narodowego w Starym Załuczu - Ośrodek Edukacyjno-Muzealny Roztoczańskiego Parku Narodowego w Zwierzyńcu |
| Muzea regionalne i miejskie                    | - Krasnobrodzkie Muzeum Parafialne w Krasnobrodzie - Muzeum im. ks. Stanisława Staszica w Hrubieszowie - Muzeum Nadwiślańskie w Kazimierzu Dolnym - Dom Kuncewiczów - Kamienica Celejowska - Muzeum Przyrodnicze - Manufaktura Muzealna - Muzeum Pojezierza Łęczyńsko-Włodawskiego we Włodawie - Muzeum Południowego Podlasia w Białej Podlaskiej - Muzeum Regionalne w Janowie Lubelskim - Muzeum Regionalne w Krasnymstawie - Muzeum Regionalne w Łukowie - Muzeum Regionalne w Puławach - Dom Gotycki w Puławach - Świątynia Sybilli w Puławach - Muzeum Regionalne w Tomaszowie Lubelskim - Muzeum Regionalne w Wojciechowie - Muzeum Regionalne w Woli Osowińskiej - Muzeum Wiejskie w Batorzu - Muzeum Zamojskie - Galeria Rzeźby Mariana Koniecznego w Zamościu - Muzeum Ziemi Biłgorajskiej w Biłgoraju - Muzeum Ziemi Chełmskiej w Chełmie |
| Muzea sakralne i religijne                     | - Muzeum Archidiecezjalne Sztuki Religijnej w Lublinie - Muzeum Parafialne w Lubartowie - Muzeum Diecezjalne w Zamościu - Muzeum Parafialne w Kraczewicach - Muzeum Prawosławnej Diecezji Lubelsko-Chełmskiej w Jabłecznej - Muzeum Sakralne Katedry Zamojskiej - Synagoga Chewra Nosim w Lublinie |
| Muzea oraz skanseny techniki                   | - Dom Słów w Lublinie - Muzeum Zakładu Historii Farmacji w Lublinie - Muzeum Kowalstwa w Wojciechowie - Muzeum Motocykli „Moto Strefa WueSKi” w Świdniku - Muzeum Nietypowych Rowerów w Gołębiu - Muzeum Pożarnictwa w Kraśniku - Skansen Maszyn i Urządzeń Rolniczych w Niedrzwicy Kościelnej - Skansen Kolei Leśnej w Janowie Lubelskim |
| Muzea wojskowe                                 | - Muzeum 24 Pułku Ułanów w Kraśniku (oddział Muzeum Lubelskiego w Lublinie) - Muzeum Barwy i Oręża „Arsenał” w Zamościu (oddział Muzeum Zamojskiego w Zamościu) - Muzeum Czynu Bojowego Kleeberczyków w Woli Gułowskiej - Muzeum Gminne w Biszczy - Muzeum Sił Powietrznych w Dęblinie |
| Muzea zamkowe i pałacowe                       | - Pałac w Kozłówce - Pałac w Radzyniu Podlaskim - Zamek w Janowcu |
| Pozostałe muzea                                | - Lubelska Trasa Podziemna - Muzeum Nożyczek w Tarnogrodzie - Muzeum Pijaństwa w Gołębiu - Park Miniatur w Rąblowie - Piwnica pod Fortuną w Lublinie - Skansen Pszczelarski w Pszczelej Woli |